# アーノルド・ダガーニ
アーノルド・ダガーニ(英:Arnold Daghani、1909年2月22日 - 1985年4月6日)はオーストリア＝ハンガリー帝国（現：ルーマニア）出身のドイツ系ユダヤ人画家。ナチス・ドイツによるホロコーストの生存者。本名はアーノルド・コーン(英:Arnold Korn)。

## 来歴
アーノルド・コーンはハプスブルク帝国（後のオーストリア＝ハンガリー帝国）のブコヴィナ地方の都市スチャヴァで裕福なユダヤ人商人の父ヴィクトル・コーン(Viktor Korn)と母ミナ(Mina)の間に生まれた。ドイツ語の学校へ通った後、1920年後半にウィーンやミュンヘン、パリで美術を学んだ。
しかし、美術の勉強のために各都市を渡り歩いたとはいえ、彼は美術の教育らしいものを受けることはなかったようである。
1930年代にブカレストへ移り住み、経済学を学んだ後出版社に勤め、前もっていくつかの言語を習得していたことで輸出会社の通信係として働いた。その頃、名をダガニ(Dagani、イスラエルへ渡った後はダガーニ(Daghani))と改めた。1940年6月22日にピアトラ・ネアムツ出身のアニショアラ(アナ)・ラビノヴィッチ(Anișoara(Anna) Rabinovici、後にナニーノ(Nanino)と改名)と結婚したが、11月10日のヴランチャ地震で家が破壊されたため、当時ソ連の占領下にあったブコヴィナの州都チェルニウツィーへ移住した。
1941年7月にナチス・ドイツがチェルニウツィーを占領し、アーノルドは街の掃除夫として強制的に働かされ、同10月11日には、アーノルド夫妻はユダヤ人のゲットーへ移動させられた。
1942年6月28日にアーノルド夫妻は強制送還され、8月28日にはトランスニストリア（ウクライナ）のミハイロフカの強制収容所に移され、軍用道路（Durchgangsstrasse IV：ベルリンからコーカサス地方までの全長2,175kmにわたる長距離路線のうちハーイスィンからウーマニまで約160kmの区間の第四通過道路）の工事作業員として徴用された。
アーノルドはミュンヘンで絵の修業をしていたことを当局に理解してもらい、ルーマニア兵の助言により生き残る手段として絵の道具を秘かに持ち込む事を許され、収容所に入れられる10日前から日記を書くようになる一方で、過酷な強制収容所の様子を鉛筆や水彩でスケッチもした。
アーノルドはここで18歳のユダヤ人少女ゼルマ・メーアバウム＝アイジンガーと知り合うが、12月16日に発疹チフスで亡くなり、彼女の遺体をベッドから降ろす様子をスケッチに書き残した。
アーノルドはトート機関が発注した道路工事の元請会社であるオーギュスト・ドルフマン社（August Dohrmann Company）に雇われ、自分たちの肖像画などを描いたり、1943年4月12日にはオーナーの別荘に飾るドイツ鷲のモザイク画を制作したことで、彼らの信頼を得ることができ、収容所から外出することを許された他、食事のおこぼれにあずかったり、絵を描いている間は労働を一部免除してもらうこともできた。
7月9日にはアーノルドは妻の靴を修理に出すために外出の許可を求めた際、飯場で働いていた地元出身のメイドの助言により、ハーイスィン界隈の靴屋のうち、イディッシュ語を話せるユダヤ人の靴屋（赤軍パルチザンの一味）を紹介してもらった。7月15日には彼らの手引きにより妻と共に強制収容所を脱出し、7月19日にベールシャジのゲットーまで逃げ延びた。この地でもアーノルドはゲットー内の様子を絵に収めた。
なお、ミハイロフカの強制収容所で描きためた絵画は前もって自分のコートの裏地に隠した他、ブリキ職人からもらった金属の薄い板にくるんで運んだ。
アーノルドは国際赤十字の援護の下、12月31日に解放され、トランスニストリアの州都ティラスポリへ移された。
1944年3月にアーノルドはブカレストへ戻り、終戦を迎えた。当時のルーマニア人民共和国では、社会主義リアリズムの思想は彼のスタイルに合わず、州の芸術家協会にも入らないまま、英語の教師として生計を立てることにした。その一方でアーノルドは日常の生活を絵に収めていた。この間にアーノルドは英語を教わったダニエラ（ガブリエラ）・ミガ(Daniela/Gabriela Miga)と二度目の結婚をした（後にナニーノと再び縒りを戻した）。
1947年にはルーマニア語による手記"Groapa este în livada de visini"（邦題：墓は桜の園にある）を出版した。これは後にドイツ語版で1960年に"Lasst mich leben!（邦題：私を生きさせてください!）"、1961年には英語版で"The Grave is in the Cherry Orchard"（邦題：墓は桜の園にある）として出版された。アーノルドが手記を出版したことから、西ドイツのルートヴィヒスブルクで1960年に始まったトランスニストリアの第四通過道路工事で犠牲となった25,000人のユダヤ人に関する戦争犯罪の裁判の証人として出廷し、あらゆる証言を行ったが、10年にわたる捜査の結果、証言が十分に信頼できないと結論付けられ、1974年に閉廷した。このことがきっかけとなり、アーノルドは忘れ去られようとしている収容所仲間の記憶を紡いでいこうとしたが、その一方で出版された後にもかかわらず、日記の文章の書き足しの作業をのべつ幕なしに行う羽目になった。
1956年にイスラエルのハイファのフランス大使館で、1958年にブカレストで収容場内で描いた絵の展示会を開いた後、12月にアーノルド夫妻はイスラエルへ移住したが、この地でも彼の作品は評価されず、再びヨーロッパへ戻り、1960年から1970年にかけてフランスのヴァンス、1977年までスイスのヨーナで暮らした後、イギリスのホヴへ定住し、その地で没した。享年76。
亡くなる前の年には「ブライトン・フェスティバル」で彼の作品が発表された。
アーノルドの6,000点に及ぶ絵画や日記といった資料はイングランドのサセックス大学やイスラエルのヤド・ヴァシェム、ルーマニアのブカレスト州立博物館に寄贈されている。

## 作品集
- "What a Nice World（なんと素晴らしい世界）" 1942年 - 1977年
- "1942 1943 And Thereafter（1942年、1943年、そしてその後）" 1977年までの散発的な発表による。